# (3764) Holmesacourt
(3764) Holmesacourt est un astéroïde de la ceinture principale.

## Description
(3764) Holmesacourt est un astéroïde de la ceinture principale. Il fut découvert le 10 octobre 1980 à Bickley par l'observatoire de Perth. Il présente une orbite caractérisée par un demi-grand axe de 2,25 UA, une excentricité de 0,09 et une inclinaison de 4,9° par rapport à l'écliptique.

## Compléments